# Gelves
Gelves er en by og kommune i det sydlige Spanien i provinsen Sevilla. Den har et indbyggertal på 10.473 (2024) indbyggere.